# Mix Diskerud
Mikkel Morgenstar Pålssønn "Mix" Diskerud, född 2 oktober 1990 i Oslo, är en norsk-amerikansk fotbollsspelare. Diskerud har även representerat USA:s landslag.

## Klubbkarriär
Den 10 mars 2017 lånades Diskerud av IFK Göteborg på ett avtal fram till den 27 augusti. Han debuterade dagen efter i en match mot IFK Norrköping i Svenska cupen. Matchen slutade en 2–1-förlust för IFK Göteborg och Diskerud blev inbytt i den 83:e minuten mot Sebastian Eriksson. Den 1 april 2017 gjorde Diskerud allsvensk debut i en 1–1-match mot Malmö FF. Den 25 augusti 2017 förlängdes hans låneavtal i IFK Göteborg fram över resten av säsongen 2017.
I januari 2018 värvades Diskerud av Manchester City, där han skrev på ett 4,5-årskontrakt. Den 16 februari 2018 meddelade IFK Göteborg att Diskerud återigen lånades ut till klubben, denna gång på ett låneavtal över säsongen 2018. I juli 2018 blev Diskerud istället utlånad till sydkoreanska Ulsan Hyundai där han stannade i knappt 2 år till dess att ligan stängde på grund av coronapandemin i mars 2020.

### Helsingborgs IF
I juni 2020 lånades Diskerud ut till Helsingborgs IF på ett avtal över resten av säsongen.

### Denizlispor
Mix Diskerud skrev den 20 januari 2021 på ett 1,5-årskontrakt med den turkiska klubben Denizlispor. Där gör han sällskap till Ahmed Yasin, som blev presenterad dagen innan.

### Omonia
I juli 2021 värvades Diskerud av cypriotiska Omonia, där han skrev på ett ettårskontrakt. Den 31 maj 2022 förlängde Diskerud sitt kontrakt med två år. I juni 2023 lämnade han klubben.

## Landslagskarriär
Han var med i USA:s trupp vid fotbolls-VM 2014.